# Dean Israelite
Dean Israelite (Johannesburg, 20 settembre 1984) è un regista e sceneggiatore sudafricano.

## Biografia
Nato e cresciuto a Johannesburg, dove ha studiato Arte Drammatica all'Università del Witwatersrand. Si trasferisce in Australia e si laurea in cinema e televisione alla Curtin University. Successivamente ottiene un Master of Fine Arts all'American Film Institute. È cugino del regista e sceneggiatore Jonathan Liebesman, per cui ha lavorato come assistente per il film World Invasion.
Israelite inizia la sua carriera scrivendo e dirigendo diversi cortometraggi. Nel 2015 dirige il suo primo lungometraggio, il film di fantascienza found footage Project Almanac - Benvenuti a ieri. La pellicola, prodotta tra gli altri da Michael Bay, ha incassato oltre 33 milioni di dollari a fronte dei 12 milioni del budget iniziale.
Nel febbraio 2014, Israelite è stato tra i registi presi in considerazione ai Marvel Studios per dirigere il film Doctor Strange, regia poi affidata a Scott Derrickson. Nel 2015 è stato assunto da Lionsgate per dirigere un adattamento cinematografico dei Power Rangers, in uscita nel 2017.

## Filmografia

### Regista
- Magician (2006) – cortometraggio
- The Department of Nothing (2007) – cortometraggio
- Acholiland  (2009) – cortometraggio
- Project Almanac - Benvenuti a ieri (Project Almanac) (2015)
- Power Rangers (2017)
- Little Wing (2024)